# دير قوبل
دير قوبل هي قرية لبنانية من قرى قضاء عاليه في محافظة جبل لبنان.